# Bildtafel der Verkehrszeichen in Mauritius
Die Bildtafel der Verkehrszeichen in Mauritius zeigt eine Auswahl wichtiger Verkehrszeichen in Mauritius. Es handelt sich um standardisierte Verkehrszeichen, die in Mauritius gemäß der Verkehrszeichenverordnungen von 1990 verwendet werden. Sie basieren weitgehend auf Verkehrszeichen, die in Großbritannien verwendet werden, da Mauritius eine ehemalige britische Kolonie ist. In Mauritius gilt Linksverkehr.

## Beschilderungssystem

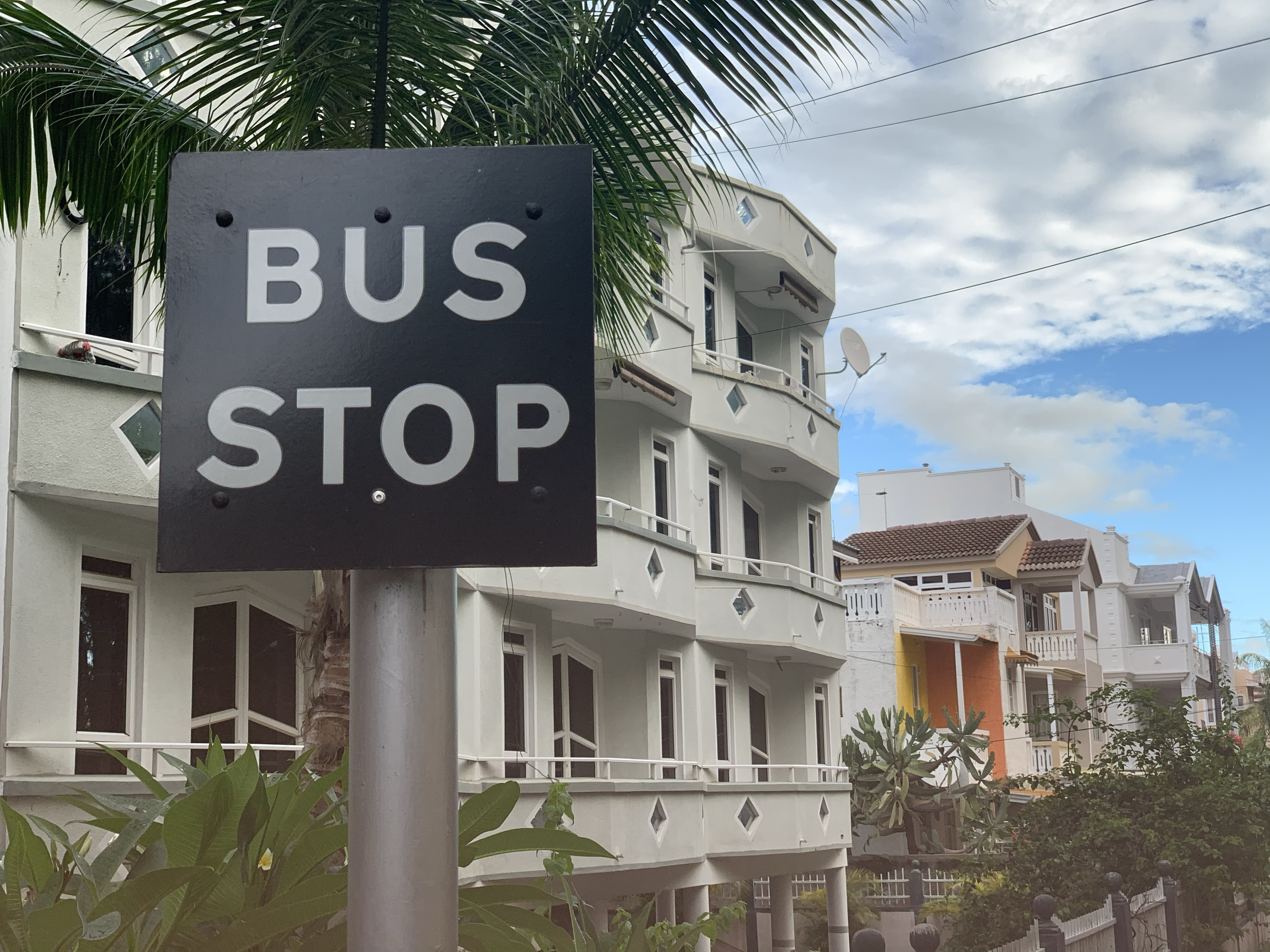
Ein Bushaltestellenschild in Flic en Flac.

Die Verkehrsschilder auf Mauritius lassen sich anhand ihrer Form in drei Kategorien einteilen: Runde Schilder zeigen eine Vorschrift auf, dreieckige Schilder warnen vor einer Gefahr, rechteckige Schilder liefern Fahrinformationen.
Auch die Hintergrundfarbe der einzelnen Schilder hat eine genaue Bedeutung: Blaue Kreise sind Gebotsschilder, rote Ringe sind Verbotsschilder. Blaue Rechtecke liefern allgemeine Informationen, grüne Rechtecke werden als Wegweiser an Hauptverkehrsstraßen verwendet.
Es gibt jedoch mindestens zwei Ausnahmen: Das achteckige Stoppschild und das umgekehrte rote Dreieck (‚Vorfahrt gewähren‘).

## Warnschilder

Fußgängerüberweg voraus
Kinder
Straßenarbeiten
Radfahrer beim Einfahren oder Überqueren
Rinder (Haustiere) Kreuzung
Wildwechsel
Rutschige Straße
Loser Fahrbahnbelag
Steinschlag
Steinbogenbrücke
Bremsschwelle
Unebene Straße
Straße endet am Kai oder zum Flussufer
Steigung
Gefälle
Flugplatz
Seitenwind
Unbeschrankter Bahnübergang
Beschrankter Bahnübergang
Gefahr
Ampel
Kreisverkehr
Einbahnstraße mit Gegenverkehr
Gegenverkehr
Straßeneinengung auf der rechten Seite
Straßeneinengung auf beiden Seiten
Rechter Fahrstreifen einer 2-spurigen Einbahnstraße gesperrt
Verkehrszusammenführung von links hinten
Kreuzung
Nebenstraße (rechts)
Versetzte Abzweigung
Rechtskurve
Doppelkurve zuerst nach rechts
Scharfe Umlenkung der Straße

## Vorfahrtsschilder

Vorfahrt gewähren
Stoppschild
Vorrang für den Gegenverkehr
Vorrang vor entgegenkommenden Fahrzeugen

## Verbotsschilder

Vorübergehende Schließung der Straße - Gehen
Vorübergehende Schließung der Straße - Halt
Linksabbiegen verboten
Wendeverbot
Verbot der Weiterfahrt ohne anzuhalten
Verbot des Durchfahrens ohne anzuhalten - Polizei
Verbot der Durchfahrt ohne anzuhalten - Zoll
Verbot des Passierens ohne anzuhalten - Kinder
Überholverbot
Überholverbot besteht nur für Güterfahrzeuge mit einem zulässigen Gesamtgewicht von mehr als 3,5 Tonnen
Durchfahrt verboten - Fahrzeugverkehr in beiden Richtungen verboten
Einfahrt verboten
Fußgänger verboten
Keine Durchfahrt für Fahrräder
Keine Durchfahrt für Handkarren
Keine Durchfahrt für Motorräder
Keine Durchfahrt für motorisierte Fahrzeuge außer zweirädrige Motorräder ohne Beiwagen
Keine Durchfahrt für kraftbetriebene landwirtschaftliche Fahrzeuge
Keine Durchfahrt für Busse
Keine Durchfahrt für Lastkraftwagen
Maximale Achslast
Keine Durchfahrt für Fahrzeuge mit einer Gesamthöhe von mehr als 3,5 Metern
Keine Durchfahrt für Fahrzeuge mit mehr als 2 Meter Breite
Keine Durchfahrt für Fahrzeuge über 10 Meter Länge
Verbot von lauten Geräuschen
Geschwindigkeitsbegrenzung
Verbotsaufhebung
Zone mit Geschwindigkeitsbegrenzung
Absolutes Parkverbot
Absolutes Park- und Halteverbot

## Gebotsschilder

Links halten
Rechts halten
Beidseitig passieren
Nur geradeaus (Links- und Rechtsabbiegen ist verboten)
Fahrzeugverkehr muss links abbiegen
Fahrzeugverkehr muss rechts abbiegen
Nur links abbiegen
Nur rechts abbiegen
Kreisverkehr
Fußweg
Fahrradweg
Busstraße
Mindestgeschwindigkeit
Ende der Mindestgeschwindigkeit

## Hinweisschilder

Bremsschwelle
Fußgängerüberweg
Einbahnstraße
Sackgasse
Sackgasse rechts
Sackgasse links
Einfahrt/Auffahrt
Ausfahrt/Abfahrt
Einfahrt verboten
Ausfahrt verboten
Parkplatz
Krankenhaus
Autobahn
Ende der Autobahn
Schnellstraße
Geschwindigkeitskontrolle

## Weitere Schilder

Bushaltestelle